# Aderus yaeyamanus
Aderus yaeyamanus là một loài bọ cánh cứng trong họ Aderidae. Loài này được Nomura miêu tả khoa học năm 1964.